# Paris Combo
A Paris Combo egy francia könnyűzenei együttes, melyet 2020-ban bekövetkezett haláláig Belle du Berry énekesnő vezetett.

## Előzmény
A zenekarvezető Bénédicte Grimault (művésznevén Belle du Berry) aki Párizsban filmesnek tanult, és vonzódni kezdett a punk mozgalomhoz. Csatlakozott a Les Pervers Polymorphes Inorganisés (PPI) együtteshez, majd 1989-ben pedig a Les Champêtres de Joie-hoz és elkezdett harmonikázni. A Les Champêtres de Joie zenés revükkel lépett fel, 20. század eleji sanzonokat mutattak be. Együttműködve Philippe Decouflé koreográfussal, hogy létrehozták az 1992. évi Albertville-i téli olimpia záróünnepségét. A kilencvenes évek elején több színházi és filmes projektben közreműködtek, többek között egy, a dadaista mozgalomról szóló revüben. A Toulouse-Lautrec életrajzi filmben Boris Vian és játszotta Yvette Guilbert énekesnő szerepét.

## Pályafutás
1994-ben Belle du Berry együttműködött David Lewis ausztrál zenésszel, aki a párizsi konzervatóriumban tanult és nevet szerzett magának a francia zenei életben Arthur H-val és Manu Dibangoval. Belle du Berry Lewissal dolgozott Cabaret Sauvage zenei revüben.
1995-ben létrehozták a Paris Combo együttest. Szajna menti kávézókban és bárokban játszottak. Du Berry, mint „poszt-punk” egészen Arletty-ig, a szürrealistákig ment vissza, de számos újabb művész munkái mellett Django Reinhardt is érdekelte. Ily módon valami lenyűgöző keverék jött létre. Mindezt David Lewis Párizs kozmopolita légkörének tulajdonítja.
Habár a Paris Combo 1997-ben megjelent névadó debütáló lemeze a swing újjászületése felvirágzásakor toppant be, a zenekar, mint a zenei hatások széles skálájú egyvelege, feltűnően megkülönbözteti őket a műfaj többi együttesétől. Második albumuk, a „Living Room” (2000) Franciaországban már aranylemez lett. Az együttes az Egyesült Államokban, Ausztráliában és ázsiai turnéival nagyszerű sikereket ért el.
A következő évben kiadták harmadik lemezüket is. A negyedik albumuk 2004-ben egy turnéval kapcsolódott össze (Ausztrália, Brazília és a Los Angeles-i Hollywood Bowl Orchestra). 2009-ben kiadták a „Quizz” című élő albumot.
A Paris Combo a hagyományos francia sanzon és a popzene, az amerikai dzsessz és szving, a cigány- és az észak-afrikai zene előadásában egyaránt otthonos. Élő zenével lépnek fel a világ minden táján. 2016-ban, 2020-ban, -21-ben felléptek a MÜPA-ban is.

## Tagok
- Belle du Berry, zenekarvezető, énekes, harmonikás († 2020)
- David Lewis, (ausztrál), trombitás, zongorista
- Potzi, (önmagát cigánynak valló algériai), gitáros, bendzsós
- François Jeannin, (francia), ütőhangszeres, énekes
- Mano Razanajato, (madagaszkári), bőgős, énekes (2011-ig)
- Emmanuel Chabbey, bőgős (2011–2017)
- Benoit Dunoyer de Segonzac (2017-től), bőgős

## Lemezek
- 1998: Paris Combo
- 2001: Living Room
- 2002: Attraction
- 2005: Motifs
- 2005: Live
- 2013: 5
- 2017: Tako Tsubo
- 2021: Quésaco?